# Saint-Michel-de-Maurienne
Saint-Michel-de-Maurienne [sɛ̃ miʃɛl də mɔʁjɛn] ist eine französische Kleinstadt mit 2.432 Einwohnern (Stand 1. Januar 2022) im Département Savoie in der Region Auvergne-Rhône-Alpes. Die Gemeinde liegt in der Nähe der französisch-italienischen Grenze und ist Mitglied und Sitz des Gemeindeverbandes Maurienne-Galibier.

## Geographie
Die Kommune liegt in der Maurienne zwischen dem Col du Galibier und dem Col des Encombres im Tal des Flusses Arc, in den hier sein Zufluss Neuvache von Süden einmündet. In der Nähe befinden sich bekannte Skigebiete wie Valloire, Valmeinier (domaine Galibier-Thabor), Orelle und Trois Vallées.

## Bevölkerungsentwicklung
| Jahr                       | 1962 | 1968 | 1975 | 1982 | 1990 | 1999 | 2006 | 2021 |
| -------------------------- | ---- | ---- | ---- | ---- | ---- | ---- | ---- | ---- |
| Einwohner                  | 3958 | 3978 | 3743 | 3418 | 2919 | 2714 | 2768 | 2469 |
| Quellen: Cassini und INSEE |      |      |      |      |      |      |      |      |

## Geschichte
Im Zweiten Weltkrieg wurden 1943 in der Produktionsstätte von Renault Zwangsarbeiter im Rahmen der Kriegswirtschaft der deutschen Besatzer beschäftigt.

### Eisenbahnunfall von 1917
Am 12./13. Dezember 1917 ereignete sich in der Nähe von Saint-Michel-de-Maurienne einer der folgenschwersten Eisenbahnunfälle weltweit und das mit Abstand schwerwiegendste Unglück der französischen Eisenbahngeschichte, als ein mit fast 1000 französischen Soldaten besetzter Militärzug auf der Bahnstrecke Culoz–Modane talwärts außer Kontrolle geriet und mit überhöhter Geschwindigkeit entgleiste.

## Persönlichkeiten
- Gustave-Auguste Ferrié (1868–1932), französischer Pionier der Elektrotechnik und General des Ersten Weltkriegs stammt aus Saint-Michel-de-Maurienne.